# عبد الله بن إسحاق بن إبراهيم
عبد الله بن إسحاق بن إبراهيم هو قائد طاهري في خدمة الخلافة العباسية، وعمل لفترة وجيرة كصاحب شرطة بغداد عام 851م، ووالي فارس في عام 863.
كان عبد الله من سلالة الطاهريين من نسل مصعب بن زريق الخزاعي. بعد وفاة أخيه محمد بن إسحاق بن إبراهيم في يوليو 851، خلفه عبد الله كوالي بغداد وسواد العراق وصاحب شرطتها، لكنه سرعان ما أبعد مسؤولي الضرائب عن طريق التعامل معهم بطريقة قاسية. في نفس العام فقد منصبه وخلفه محمد بن عبد الله بن طاهر ، الذي وصل في أكتوبر من خراسان.
في 863 ولاه محمد بن عبد الله بن طاهر ولاية فارس. وأثناء ولايته، امتنع عن دفع رواتب الجنود المحليين، مما دفعهم إلى التمرد عليه ونقل ولائهم إلى علي بن الحسين بن قريش. وبسبب افتقار عبد الله إلى وسائل مواجهة الثورة، اضطر للتخلي عن فارس والعودة إلى بغداد. 

## ملحوظات
1. ↑  Yarshater 1985–2007; Al-Ya'qubi 1883.
2. ↑  Yarshater 1985–2007; Al-Ya'qubi 1883. The date of 863 comes from al-Ya'qubi; al-Tabari's account of this event takes place in the year 864.